# Madame Horace de Carbuccia
'Madame Horace de Carbuccia' est un cultivar de rosier obtenu par le rosiériste d'Antibes Michel Kriloff (1916-2010) dont c'est la première rose introduite au commerce,. Elle l'a été par la maison Meilland en 1941. Elle rend hommage à Adry de Carbuccia (1900-1994), épouse de l'homme de presse Horace de Carbuccia, personnalité mondaine de l'époque, fondatrice d'un service d'ambulances militaires et future productrice de cinéma.

## Description
Il s'agit d'un rosier hybride de thé présentant un buisson érigé au feuillage dense. Ses fleurs, de couleur rouge cramoisi, sont de dimension moyenne, doubles (17-25 pétales), en forme de coupe et bien turbinées. Elles exhalent un fort parfum. La floraison est remontante.     
Ce cultivar résiste aux hivers relativement froids, préfère une situation ensoleillée et se plaît sous le climat méditerranéen. Il s'inscrit dans la mode des jardins des années 1940-1950 à la recherche de roses bien rouges contrastant avec le vert des pelouses. Elle est rarement commercialisée aujourd'hui, mais présente dans de grandes roseraies publiques européennes.
Cette variété est issue d'un croisement 'Admiral Ward' (Pernet-Ducher, 1915) × 'Madame Méha Sabatier' (Pernet-Ducher, 1916).